# Барон Телбот з Малахайду

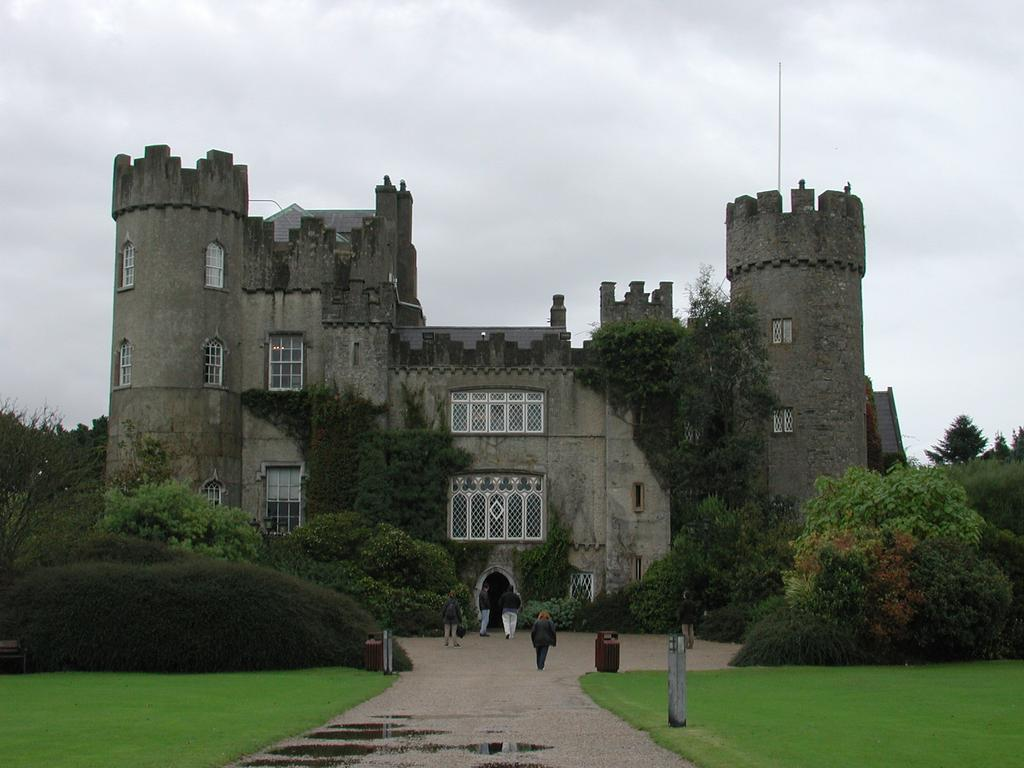
Замок Малахайд – родове гніздо баронів Телбот.

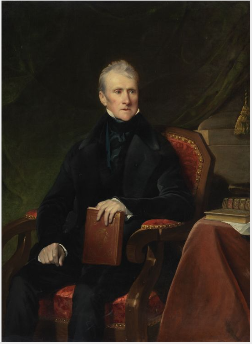
Річард Воган Телбот (1766 – 1849) – ІІ барон Телбот з Малахайду.

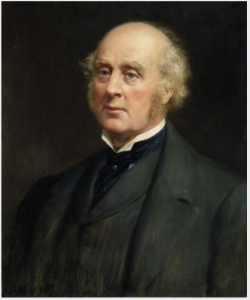
Джеймс Телбот (1805 – 1883) – IV барон Телбот з Малахайду.

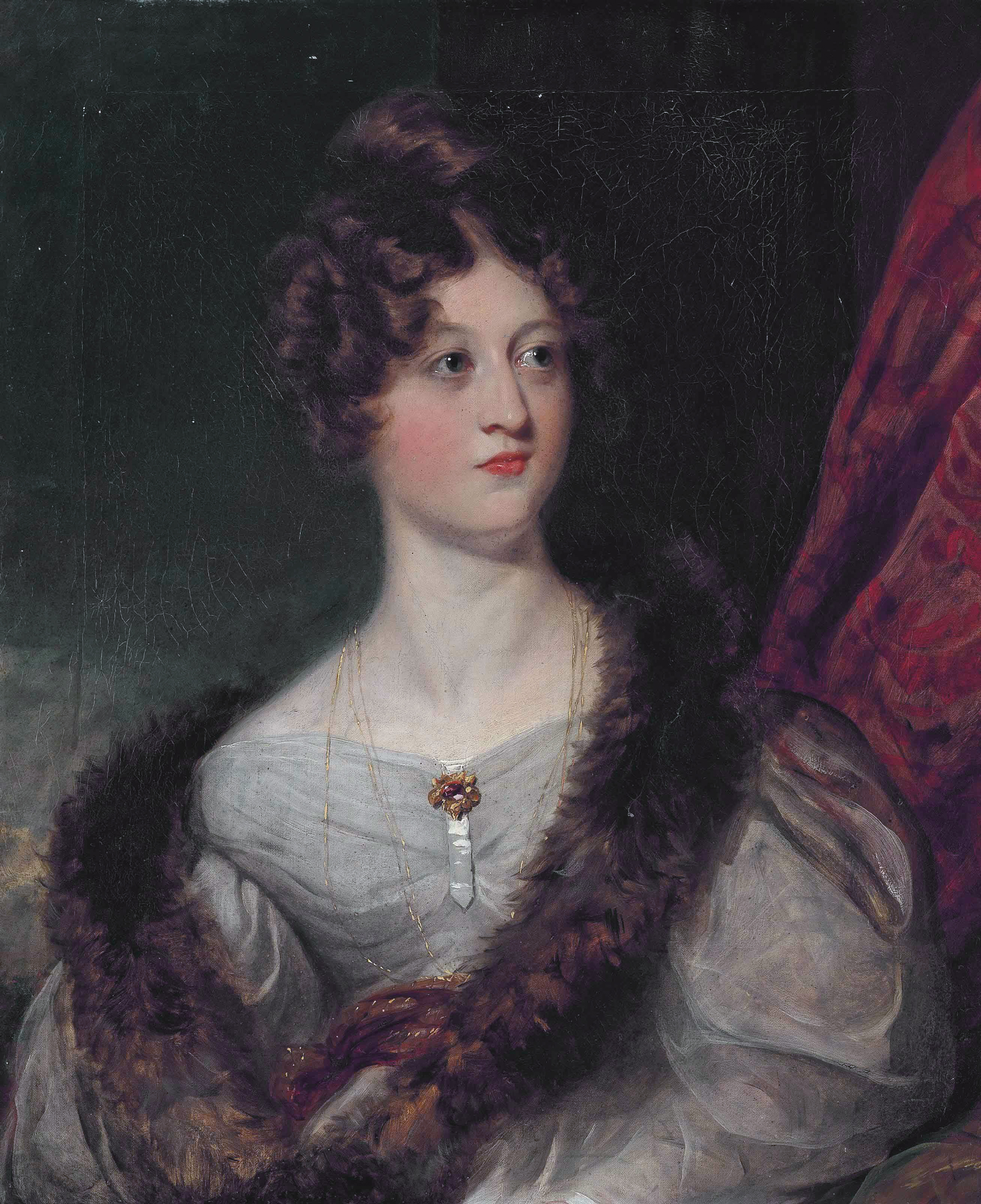
Марія Маргаретта (ні Мюррей), леді Талбот де Малахайд.

Барон Телбот з Малахайду (англ. - Baron Talbot of Malahide) – аристократичний титул в персті Ірландії. 

## Гасло баронів Телбот з Малахайду
Forte et Fidele - «Сильний і відданий» (лат.)

## Історія баронів Телбот з Малахаду
Титул барон Телбот з Малахайду (Телбот де Малахайд) створювався двічі для людей з однієї родини – у 1831 році в перстві Ірландії як барон Телбот з Малахайду, а в 1856 році в перстві Об’єднаного Королівства Великої Британії та Ірландії як барон Телбот де Малахайд. Титул барона Телбот 1856 року створення зник, але титул барона Телбот 1831 року створення зберігся. До 1976 року родовим гніздом баронів Телбот був замок Малахайд, що неподалік селища Малахайд, що на північ від Дубліна (Ірландія).
Рід Телботів (Талботів) має давнє походження – походять від феодалів Телботів, що брали участь в завоюванні Ірландії англо-ірландськими феодалами в 1171 році. Англо-норманські феодали почали завоювання Ірландії, що була розділена на ворогуючі між собою дрібні королівства маючи добре організовану армію з кращою зброєю та обладункам, аніж в ірландців. Вони швидко захопили Дублін, змусили короля дрібного королівства Дублін Гармунда МакТеркілла, що походив від вікінгів, покинути Дублін відійти в землі Кінсайл. Він спробував зібрати військо та флот, щоб відвоювати Дублін, але отримав поразку, потрапив в полон до своїх ворогів і втратив голову. Серед англо-норманських феодалів, що почали завоювання Ірландії був сер Річард де Телбот з Шрусбері, норманського походження. За службу король Англії Генріх ІІ нагородив Талбота в 1185 році землями Малахайд, що раніше належали ірландському клану. У 1475 році король Англії Едуард IV нагородив нащадка Річарда де Талбота титулом лорд-адмірала Малахайду та прилеглих морів з правом на збір мита. Телботи на землях Малахайд спочатку збудували дерев’яний замок типу «мотт-та-бейлі» - дерев’яного замку на штучному пагорбі з ровом. Але потім талботи збудували потужним кам’яний замок. Таелботи володіли цим замком протягом 800 років, за винятком періоду 1653 – 1660 років, коли Телботи були репресовані Кромвелем за підтримку повстання за незалежність Ірландії і відправлені на заслання в Коннахт («Чи то в Коннахт, чи то в пекло» як казали в Ірландії в ті часи). 
Вперше титул барона Телбот з Малахайду, що в графстві Дублін в перстві Ірландії був створений в 1831 році для Маргарет Телбот, до шлюбу О’Рейлі – вдови Річарда Телбота, спадкоємця давніх лордів Малахайд. Титул успадкував їх син, що став ІІ бароном Тербот з Малахайду. У 1839 році він був нагороджений титулом барона Фернівал з Малахайду, що в графстві Дублін (Ірландія) в перстві Об’єднаного Королівства Великої Британії та Ірландії. Після його смерті цей титул зник. Ірландський титул барона успадкував його брат, що став ІІІ бароном Телбот з Малахайду. Потім титул успадкував його син, що став IV бароном Телбот з Малахайду. Пізніше він служив в уряді ліберальних адміністрацій лорда Пальмерстона та лорда Рассела. 
Коли він помер, титул успадкував його старший син, що став V бароном Телбот з Малахайду. Він одружився спочатку з Емілією Гаррієт Босуелл (пом. 1898), а потім з Ізабель Герні, що займалась філантропією. Ця лінія сім’ї зникла після смерті в 1948 році сина V барона – VI барона Телбот з Малахайду. Титул був успадкований двоюрідним братом покійного барона, що став VII бароном Телбот з Малахайду. Він був сином ясновельможного Майло Джорджа Телбота, четвертого сина IV барона Телбот. Лорд Талбот де Малахайд був дипломатом і, зокрема, служив послом Великої Британії в Лаосі з 1955 по 1956 рік. Однак після його смерті в 1973 році баронство 1856 року створення зникло, а ірландський титул перейшов до його троюрідного брата, що став VIII бароном Телбот з Малахайду. Він був другим сином Джона Реджинальда Чарльза Телбота, онука адмірала сера Джона Телбота - третього сина першої баронеси Телбот. Коли він помер, титул перейшов до його молодшого брата, що став ІХ бароном Телбот. Його змінив двоюрідний брат, що став Х бароном Телбот. Потім титул успадкував його син в 2016 році. 
Х барон Телбот з Малахайду був сином Реджинальда Джона Артура Арунделла (що у 1945 році взяв за королівською ліцензією прізвище та герб Арунделла), старшого сина Реджинальда Алоїзіуса Талбота (онука вищезгаданого адмірала) та його дружини Мейбіл Мері Арунделл – дочки Роберт Артур Арунделл – четвертого сина Джеймса Еверарда Арунделла – ІХ барона Арунделл з Вардора та Шарлотти Стюарт Паркін - молодшої дочки доктора Генрі Паркіна - генерального інспектора лікарень флоту. Лорд Телбот з Малахайду також має титул спадкового лорда-адмірала Малахайду і прилеглих морів (створений королем Едуардом IV). Його дружина Патриція Мері, леді Талбот з Малахайду, є дамою Суверенного Мальтійського ордена. Шановний сер Джон Талбот - третій син першої баронеси Талбот Малахайд, був офіцером флоту. Його світлість Томас Талбот – четвертий син першої баронеси, був канадським політиком. Двоє братів леді Телбот з Малахайду також стали відомими людьми: Х’ю О’Рейлі взяв прізвище Наджент і отримав титул баронета у 1795 році, а Ендрю О’Рейлі був генералом кавалерії в австрійській армії і отримав титул графа Австрійської імперії.

## Барони Телбот з Малахайду (1831)
- Маргарет Телбот (померла в 1834 р.) – І баронеса Телбот з Малахайду
- Річард Воган Телбот (1766 – 1849) – ІІ барон Телбот з Малахайду
- Джеймс Телбот (1767 – 1850) – ІІІ барон Телбот з Малахайду
- Джеймс Телбот (1805 – 1883) – IV барон Телбот з Малахайду, І барон Талбот де Малахайд (перство Великої Британії)
- Річард Воган Талбот (1846 – 1921) – V барон Телбот з Малахайду, ІІ барон Телбот де Малахайд (Велика Британія)
- Джеймс Босвелл Талбот (1874 – 1948) – VI барон Тtлбот з Малахайде, III барон Телбот де Малахайд (Велика Британія)
- Майло Джон Реджинальд Талбот (1912 – 1973) – VII барон Телбот з Малахайду, IV і останній барон Телбот де Малахайд (Велика Британія)
- Реджинальд Станіслав Віктор Телбот (1897 – 1975) VIII барон Телбот з Малахайду
- Джозеф Х'юберт Джордж Телбот (1899 – 1987) – IX барон Телбот з Малахайду
- Реджинальд Джон Річард Арунделл (1931 – 2016) – Х барон Телбот з Малахайду
- Річард Джон Тенант Арунделл (1957 р. н.) – ХІ барон Телбот з Малахайду

Спадкоємцем титулу є син нинішнього власника титулу його ясновельможність Джон Річард Арунделл (1998 р. н.).